# Скордия
Скордѝя (на италиански: Scordia, на сицилиански Scurdia, Скурдия, вероятно от старогръцки σκόρδον, скордон, чесън) е град и община в Южна Италия, провинция Катания, автономен регион и остров Сицилия. Разположен е на 150 m надморска височина. Населението на общината е 17 266 души (към 2010 г.).